# 유길준 단령
유길준 단령(兪吉濬 團領)은 서울특별시 성북구 고려대학교에 있는 조선시대의 의복이다. 2014년 10월 29일 대한민국의 국가등록문화재 제606호로 지정되었다.

## 개요
개화사상가 유길준이 착용하였던 단령이다. 유길준이란 인물이 갖는 역사적인 위치와 당시 정부가 주도한 관복을 간소화하는 협수단령 형식의 소례복 제도에 민간의 주도로 전통 형태에 단추 등 서양적인 요소를 도입하여 복식제도를 간편화함으로써 자주적인 복식제도를 스스로 찾아보려고 노력한 결과물이라는 점에서 가치가 있다.

## 참고 자료
- 유길준 단령 - 국가유산청 국가유산포털